# Nadia Katbi
Nadia Katbi, née le 26 juin 2002, est une haltérophile algérienne.

## Carrière
Nadia Katbi est vice-championne d'Afrique junior en 2018 dans la catégorie des moins de 44 kg et championne d'Afrique junior en 2019  dans la catégorie des moins de 45 kg.
Elle est triple médaillée d'or dans la catégorie des moins de 45 kg aux Championnats d'Afrique 2023 à Tunis.
Elle obtient une médaille de bronze à l'arraché dans la catégorie des moins de 49 kg aux Jeux panarabes de 2023 à Alger.
Elle est triple médaillée d'or dans la catégorie des moins de 45 kg aux Championnats d'Afrique 2024 à Ismaïlia puis triple médaillée d'argent dans la même catégorie aux Jeux africains de 2023 à Accra.